# Аерометр

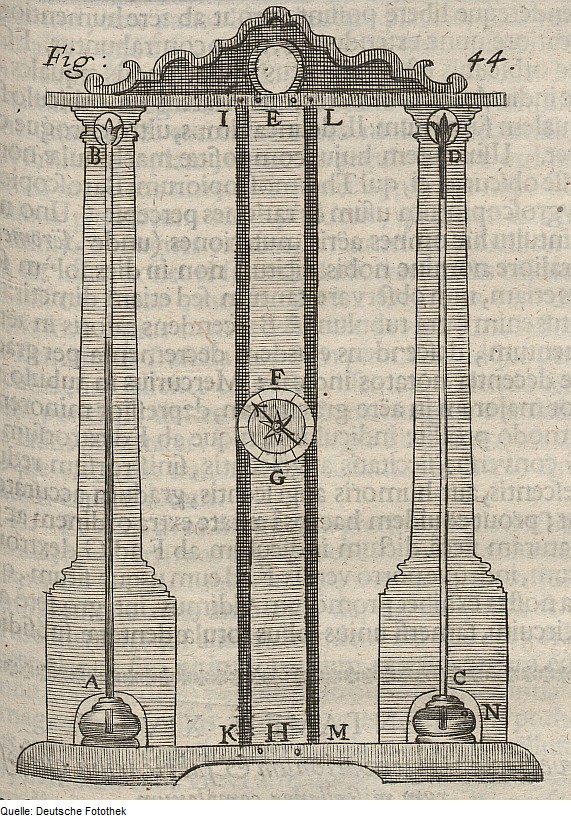
Аерометр

Аерометр (англ. aerometer, нім. Aerometer) — прилад, за допомогою якого вимірюють вагу й густину газоподібних тіл.